# Peter Cooper
Peter Cooper (né le 12 février 1791 à New York, mort le 4 avril 1883 dans la même ville) est un industriel, inventeur et philanthrope américain, qui fut candidat à la présidence des États-Unis d'Amérique en 1876. Cooper a joué un rôle majeur dans l'histoire de la ville de New York, notamment par la création en 1859 de la Cooper Union, en faveur du développement de l'art et des sciences. En reconnaissance de son influence sur Big Apple, il a donné son nom à un quartier résidentiel de la ville, baptisé Peter Cooper Village.

## Biographie
Peter Cooper naquit à New York de parents néerlandais. Après quelques années passées à l'école, il travailla dans l'entreprise familiale de confection de chapeaux. Il travailla ensuite comme carrossier, ébéniste, épicier, avant de se spécialiser dans la fabrication et la vente de machines à découper du tissu. Il conçut et construisit ensuite la première locomotive à vapeur des États-Unis, la Tom Thumb, c'est-à-dire Tom Pouce.  Par ailleurs économiste et pamphlétaire, Peter Cooper fait partie depuis 2006 du National Inventors Hall of Fame.
Lors d'une convention nationale organisée à Indianapolis, dans l'Indiana en mai 1876, Peter Cooper a été désigné comme le candidat commun à l'élection présidentielle de plusieurs partis rassemblés autour du National Greenback Labor Party.